# Чарън
Текес (на казахски: Шарын; на руски: Чарын, Шарын) е река в Алматинска област на Казахстан ляв (най-голям) приток на Или. Дължина 427 km. Площ на водосборния басейн 7720 km².
Река Чарън води началото си под името Шалкудасу от южните склонове в източната част на хребета Кетмен, на 3272 m н.в. В началото тече на югозапад под името Шалкудасу по широка долина, разделяща хребета Кетмен на север от платото Ушхасан на юг. След това навлиза в обширна издигната междупланинска равнина, като образува обширни блата и разливи. След изтичането си от блатата вече под името Кеген тече в западна посока, а след устието на най-големия си ляв приток Каркара, влиза в тясна долина, т.нар. каньон Актогай, като заобикаля крайните западни разклонения на хребета Кетмен. След изхода си от него вече под името Чарън постепенно завива на север и север-североизток и преминава през други два по-малки каньона Куртогай и Сарътогай. След устието на десния си приток Темирлик излиза в широката Илийска долина, където коритото ѝ се разделя на ръкави. Тук носи названието Таскарасу. Влива се отляво в река Или чрез делта, състояща се основно от три ръкава, на 496 m н.в. Основни притоци: леви – Саръджаз, Каркара, Кенсу, Орта Мерке, Шет Мерке; десни – Кисъкактас, Шолак, Темирлик. Има предимно снежно и грунтово (подземно) подхранване, с ясно изразено пролетно (от април до юни) пълноводие. Среден годишен отток на 84 km от устието 35,4 m³/sec. Замръзва в периода от ноември до февруари, а се размразява през март или началото на април. Голяма част от водите ѝ се използват за напояване и за производство на електроенергия (Мойнакска ВЕЦ). По течението ѝ са розположени около 20 малки населени места, в т.ч. районният център село Кеген.

## Топографска карта
- К-44-А М 1:500000[2]